# Вулиця Херсонеська
Вулиця Херсонеська — вулиця в Самарському районі міста Дніпро. 
До вулиці Херсонеської прилучаються вулиці Бродська, Радіальна та Ярославни.

## Історія
У радянські часи вулиця носила назву "вулиця Ярової".
20 вересня 2023 року Дніпровська міська рада перейменувала вулицю Ярової на честь античного міста Херсонес-Таврійський.

## Перехресні
вулиця Староігренська